# 824 до н. е.

## Події
- Ассирія: смерть царя Салмансара III. Початок правління Шамші-Адада V, який веде боротьбу з братом Сарданапалом, вождем повстанців.

Теспієй, міфічний цар Афін.